# 菲洛菲婼西涅
菲洛菲婼西涅（Philophrosyne）是古希臘女性神祇，主司歡迎、友善，和善良。她的姐姐們是有「美惠三女神」之稱的Euthenia、艾菲蜜（Eupheme）和Eucleia。根據奧菲斯教的文獻殘本的說法，菲洛菲婼西涅是赫淮斯托斯（Hephaestus）和阿格萊亞（Aglaia）的女兒。